# Wahlbezirk Österreich unter der Enns 15
Der Wahlbezirk Österreich unter der Enns 15 war ein Wahlkreis für die Wahlen zum Abgeordnetenhaus im österreichischen Kronland Österreich unter der Enns. Der Wahlbezirk wurde 1907 mit der Einführung der Reichsratswahlordnung geschaffen und bestand bis zum Zusammenbruch der Habsburgermonarchie.

## Geschichte
Nachdem der Reichsrat im Herbst 1906 das allgemeine, gleiche, geheime und direkte Männerwahlrecht beschlossen hatte, wurde mit 26. Jänner 1907 die große Wahlrechtsreform durch Sanktionierung von Kaiser Franz Joseph I. gültig. Mit der neuen Reichsratswahlordnung schuf man insgesamt 516 Wahlbezirke, wobei mit Ausnahme Galiziens in jedem Wahlbezirk ein Abgeordneter im Zuge der Reichsratswahl gewählt wurde. Der Abgeordnete musste sich dabei im ersten Wahlgang oder in einer Stichwahl mit absoluter Mehrheit durchsetzen. Der Wahlkreis Österreich unter der Enns 15 umfasste jenen Teil des 7. Wiener Gemeindebezirk Neubau, der nördlich der Linie Westbahnstraße. Neubaugasse und Burggasse liegt.
Aus der Reichsratswahl 1907 ging Albert Gessmann (Christlichsoziale Partei) im ersten Wahlgang als Sieger hervor. Er konnte sich mit 60 Prozent der Stimmen durchsetzen und damit den Sozialdemokraten Josef Tobola, der 21 Prozent erreichte, klar distanzieren. Gessmann nahm jedoch ein Mandat im Wahlbezirk 38 an, woraufhin einen Monat später eine Ersatzwahl durchgeführt wurde, bei der sich sein Parteikollege Johann Pabst ebenfalls mit 60 Prozent im ersten Wahlgang durchsetzte. Tomola trat erneut an und kam diesmal auf 25 Prozent. Die Reichsratswahl 1911 gewann der deutsch-freiheitliche Otto Ganser, der die Stichwahl gegen Pabst mit 55 Prozent für sich entschied.

## Wahlergebnisse

### Reichsratswahl 1907
Die Reichsratswahl 1907 wurde am 14. Mai 1907 (erster Wahlgang) durchgeführt. Die Stichwahl entfiel auf Grund der absoluten Mehrheit von Albert Gessmann im ersten Wahlgang.
| Kandidat                                                                     | Partei                                   | Wahlkreis- stimmen | Stimmen- anteil |
| ---------------------------------------------------------------------------- | ---------------------------------------- | ------------------ | --------------- |
| Albert Gessmann                                                              | Christlichsoziale Partei                 | 4346               | 59,9 %          |
| Josef Tobola                                                                 | Sozialdemokratische Arbeiterpartei       | 1504               | 20,7 %          |
| Fraßl                                                                        | deutsch-nationaler/alldeutscher Kandidat | 909                | 12,5 %          |
| Bittner                                                                      | deutsch-fortschrittlicher Kandidat       | 263                | 3,6 %           |
|                                                                              | tschechischer Kandidat                   | 147                | 2,0 %           |
| Sonstige                                                                     |                                          | 81                 | 1,1 %           |
| Wahlberechtigte: 8183, Ungültige/Leere Stimmen: 275, Wahlbeteiligung: 92,0 % |                                          |                    |                 |

### Reichsratsersatzwahl 1907
Die Reichsratsersatzwahl wurde am 20. Juni 1907 (erster Wahlgang) durchgeführt. Die Stichwahl entfiel auf Grund der absoluten Mehrheit von Johann Pabst im ersten Wahlgang.
| Kandidat                                                                     | Partei                             | Wahlkreis- stimmen | Stimmen- anteil |
| ---------------------------------------------------------------------------- | ---------------------------------- | ------------------ | --------------- |
| Johann Pabst                                                                 | Christlichsoziale Partei           | 3900               | 59,6 %          |
| Josef Tobola                                                                 | Sozialdemokratische Arbeiterpartei | 1657               | 25,3 %          |
| Fraßl                                                                        | deutsch-nationaler Kandidat        | 814                | 12,4 %          |
| Cesany                                                                       | tschechischer Kandidat             | 96                 | 1,5 %           |
| Sonstige                                                                     |                                    | 74                 | 1,1 %           |
| Wahlberechtigte: 8183, Ungültige/Leere Stimmen: 402, Wahlbeteiligung: 84,9 % |                                    |                    |                 |

### Reichsratswahl 1911
Die Reichsratswahl 1911 wurde am 13. Juni 1911 (erster Wahlgang) sowie am 20. Juni 1911 (Stichwahl) durchgeführt.

#### Erster Wahlgang
| Kandidat                                                                     | Partei                             | Wahlkreis- stimmen | Stimmen- anteil |
| ---------------------------------------------------------------------------- | ---------------------------------- | ------------------ | --------------- |
| Johann Pabst                                                                 | Christlichsoziale Partei           | 2639               | 38,4 %          |
| Otto Ganser                                                                  | deutsch-freiheitlicher Kandidat    | 1686               | 24,5 %          |
| Josef Tobola                                                                 | Sozialdemokratische Arbeiterpartei | 1492               | 21,7 %          |
| Melzer                                                                       | deutsch-nationaler Kandidat        | 639                | 9,3 %           |
| Cesany                                                                       | tschechisch-nationaler Kandidat    | 173                | 2,5 %           |
| Sonstige                                                                     |                                    | 252                | 3,7 %           |
| Wahlberechtigte: 8186, Ungültige/Leere Stimmen: 497, Wahlbeteiligung: 89,3 % |                                    |                    |                 |

#### Stichwahl
| Kandidat                                                               | Partei                          | Wahlkreis- stimmen | Stimmen- anteil |
| ---------------------------------------------------------------------- | ------------------------------- | ------------------ | --------------- |
| Otto Ganser                                                            | deutsch-freiheitlicher Kandidat | 3719               | 54,6 %          |
| Johann Pabst                                                           | Christlichsoziale Partei        | 3095               | 45,4 %          |
| Wahlberechtigte: 8186, Ungültige Stimmen: 497, Wahlbeteiligung: 89,3 % |                                 |                    |                 |